# فتيان قبل الزهور (مانغا)
فتيان قبل الزهور (بالإنجليزية: Boys Over Flowers) هي سلسلة مانغا يابانية من تأليف ورسم يوكو كاميو، نُشرت المانغا في مجلة مارغريت التابعة لشركة شوئيشا من أكتوبر 1992 إلى يناير 2004، وجمعت فصولها في 37 مجلد تانكوبون بين عامي 1992 و2008. وتم تحويلها لمسلسل أنمي عرض في 1996.

## روابط خارجية
- فتيان قبل الزهور (مانغا) على موقع ANN manga (الإنجليزية)